# El espejismo de Dios
Para el documental, véase The Root of All Evil?

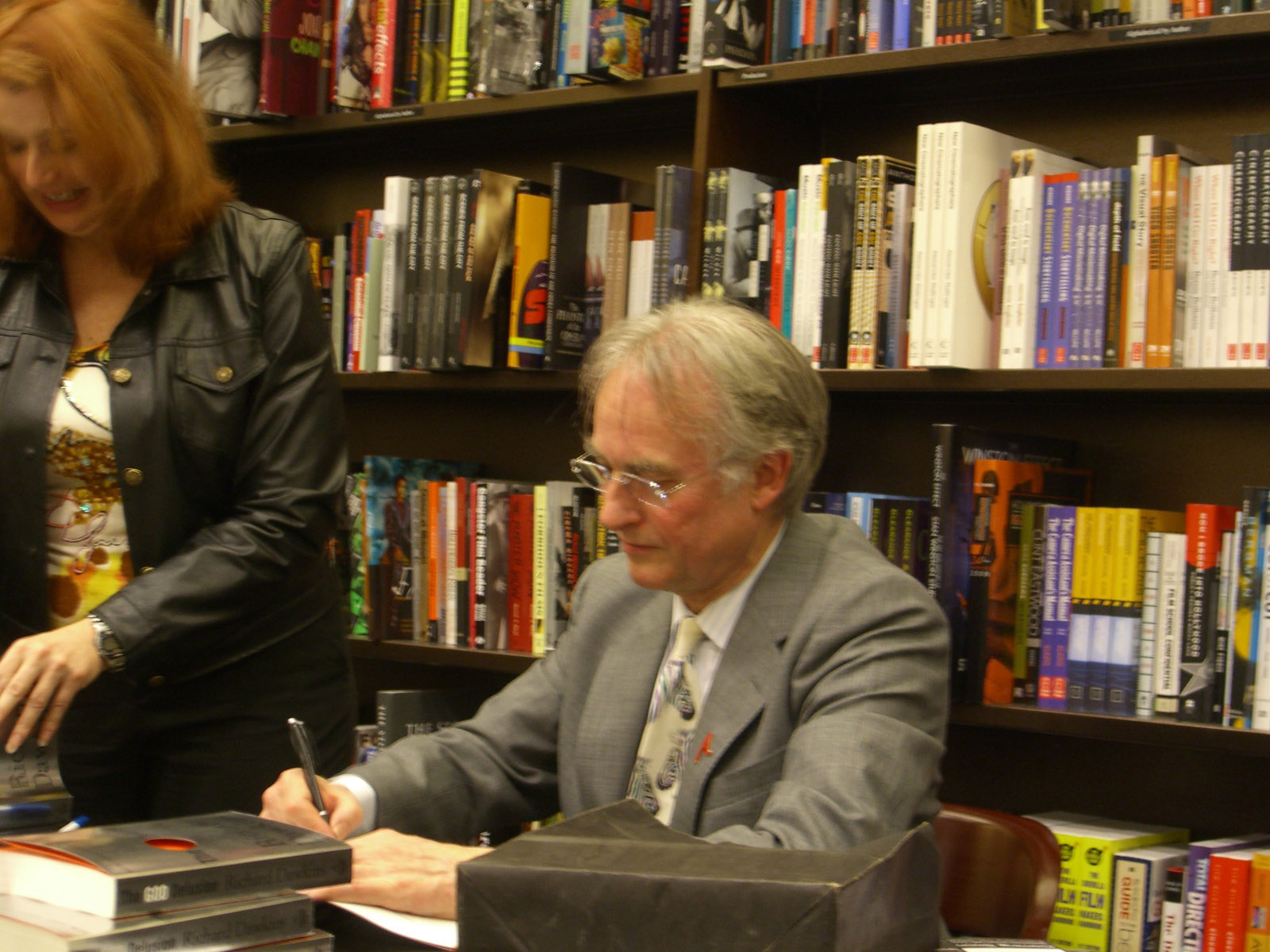
Richard Dawkins

El espejismo de Dios (título original: The God Delusion, 2006) es un ensayo escrito por el zoólogo y etólogo británico Richard Dawkins (1941–), profesor de la cátedra de Entendimiento Público de la Ciencia (en la Universidad de Oxford).
En el libro, Dawkins afirma que la creencia en un creador supernatural se puede calificar como un delirio, al que define como la persistencia en una falsa creencia mantenida frente a fuertes evidencias contradictorias.
Dawkins simpatiza con la observación de Robert Pirsig (EE. UU., 1928), que dice: «Cuando una persona sufre delirio, lo llamamos locura. Cuando mucha gente sufre el mismo delirio, lo llamamos religión».

## Acogida
En noviembre de 2006, El espejismo de Dios estuvo situado en el número 2 de la lista de superventas de Amazon.com.
A principios de diciembre de 2006 alcanzó la cuarta posición en la lista de superventas del New York Times, después de permanecer nueve semanas en la lista.
El 22 de abril de 2007 se mantenía en décima posición tras 29 semanas en lista.

## Sinopsis
En el prefacio, Dawkins escribe que El espejismo de Dios contiene cuatro mensajes «aumentadores de conciencia»:
- Los ateos pueden ser felices, equilibrados, morales e intelectualmente satisfechos.
- La selección natural y teorías científicas similares son superiores a hipótesis basadas en Dios — como la falacia del diseño inteligente — en lo que se refiere a la explicación del mundo vivo y el cosmos.
- Los niños no deben ser etiquetados por la religión de sus padres. Términos como «niño católico» o «niño musulmán» hacen que la gente retroceda.
- Los ateos deben estar orgullosos y no compungidos, debido a que el ateísmo es una prueba de tener una mente saludable e independiente.[1]

### Cap. 1. Un no creyente profundamente religioso
Dawkins comienza observando que algunos comentaristas han encontrado su entusiasmo por la ciencia hasta ser casi religiosos, pero se pregunta: «¿Es “religión” una buena palabra para esto?».
La sobrecogedora complejidad de la naturaleza es lo que él llama «religión einsteiniana», refiriéndose al uso que Albert Einstein hacía de la palabra «Dios» como una metáfora para la naturaleza de los misterios del universo.
Sin embargo, lamenta que muchos científicos usen la palabra «Dios» en su sentido panteísta y poético debido a la confusión que esto causa.
En su lugar, focaliza su crítica en la creencia de un «creador sobrenatural que es apropiado para ser adorado por nosotros»
Mientras que Dawkins tiene respeto por la religión einsteiniana, no muestra respeto por la religión convencional. Mantiene que a la religión le ha sido dada una privilegiada e inmerecida inmunidad contra las críticas, citando a Douglas Adams para ilustrar esta opinión:

La religión [...] tiene ciertas ideas de lo que nosotros llamamos sagrado o santo o lo que sea. Esto significa que «aquí tienes una idea o una noción a la que no se te está permitido decir nada malo acerca de ella; tan sólo NO PUEDES. ¿Por qué no? ¡Porque no! Si alguien vota por un partido con el que no estás de acuerdo, eres libre para discutir todo lo que quieras. Todo el mundo ha tenido una discusión alguna vez, pero nadie se siente agraviado por ello. Pero, en cambio, si alguien te dice: «Yo no voy a pulsar un interruptor de la luz un día sábado», tienes que responder: «Yo respeto eso».

Dawkins prosigue con una lista de ejemplos en los que la religión tiene un estatus privilegiado, como la facilidad para ganar el estado de objetor de conciencia; el uso de eufemismos para los conflictos religiosos; excepciones varias de la ley; y la polémica de las caricaturas de Mahoma.

### Cap. 2. La hipótesis de Dios
Dawkins comienza el capítulo 2 describiendo a Yahvéh, el dios del Antiguo Testamento como «posiblemente el personaje más desagradable de toda la ficción. Celoso y orgulloso de ello, un mezquino, injusto e implacable enloquecido fuera de control, un vengativo limpiador étnico sediento de sangre, un misógino, homófobo, racista, infanticida, genocida, filicida, repartidor de plagas, megalómano, sadomasoquista, caprichoso y malévolo matón».
Continúa sugiriendo que la hipótesis de Dios («existe una inteligencia supernatural y superhumana, quien deliberadamente diseña y crea el universo y todo lo que hay en él, incluyéndonos a nosotros»,) es «una hipótesis científica como cualquier otra», la cual debe ser tratada con el mismo escepticismo que cualquier otra hipótesis.
Dawkins cree que el concepto de Stephen Jay Gould de non-overlapping magisteria (‘magisterios no superpuestos’, es decir, la idea de que una coexistencia entre ciencia y religión es posible, puesto que se ocupan de áreas diferentes), no puede usarse para defender a los teólogos de las críticas por parte de los científicos.
El agnosticismo imparcial implicaría que no se puede decir nada acerca de la probabilidad de la existencia de Dios, una posición que Dawkins sugiere que es incorrecta.
Dawkins además argumenta, siguiendo a Bertrand Russell (1872-1970), que aunque «no se puede refutar la existencia de Dios» también es imposible refutar la existencia de la Tetera de Russell, los unicornios, el Monstruo Spaghetti Volador y el Ratoncito Pérez. Por lo tanto, la incapacidad para refutar la existencia de Dios no nos suministra una razón positiva para creer. Más bien, Dawkins argumenta que el deber de la prueba está por encima de la defensa de la existencia de Dios.

### Cap. 3. Argumentos a favor de la existencia de Dios
En el capítulo 3, Dawkins enfoca su atención hacia los principales argumentos filosóficos en favor de la existencia de Dios.
Discute las «cinco vías» de santo Tomás de Aquino, argumentando que las tres primeras están todas basadas en regresiones infinitas y «es debido a que claramente no significa que Dios provea un exterminador natural a las regresiones».
Sugiere que la cuarta vía de Tomás de Aquino, la vía de los grados de perfección, es «fatua» con el objetivo de la objeción de recargo de un «preeminente canalla sin igual».
Reserva la quinta vía, Vía del orden cósmico, para una posterior discusión en el siguiente capítulo, lo que él considera su refutación definitiva.
También reduce el argumento ontológico de Anselmo de Canterbury a un «lenguaje de patio de colegio» y esencialmente emplea los reparos estándar ya utilizados por Immanuel Kant (1724-1804). Además descarta el argumento de la belleza como «no explicado por sus defensores».
Sobre el argumento de experiencia religiosa, apunta que algunas de estas son ilusiones debidas a la fuerte complejidad de la mente humana como simulador. Sobre los argumentos de las Escrituras, sugiere que «los Evangelios son ficción antigua» y son históricamente inexactos. Sobre el argumento de «admirados científicos religiosos», afirma que son una minoría.
En lo relativo a la apuesta de Pascal (si uno es ateo, pero Dios no existe, no sucederá nada, pero si uno es ateo y Dios existe, uno irá al infierno), Dawkins cuestiona las suposiciones de que uno simplemente decide creer y Dios recompensa la fe más que la virtud o la búsqueda de la verdad, y se pregunta si Dios no respetaría a Bertrand Russell por su valiente escepticismo mucho más que lo que respetaría a Blaise Pascal por su cobarde evasiva
Finalmente aborda los argumentos basados en la inferencia bayesiana promovidos por gente como Stephen Unwin, y sostiene que estos son casos de «basura entra, basura sale»

### Cap. 4. Por qué es casi seguro que no hay Dios
Dawkins declara en el capítulo 4 que la evolución por selección natural puede servir para demostrar que el argumento del diseño está equivocado. Sugiere que un hipotético diseñador cósmico, requeriría, incluso, una mayor explicación que el propio fenómeno que intenta explicar, y como cualquier teoría que explica la existencia del universo debe ser una "grúa", algo equivalente a la selección natural, antes que un gancho colgado del cielo que meramente pospone el problema. Usa el argumento de la improbabilidad, para lo cual introduce el término «truco del Boeing 747 definitivo», para sugerir que «Dios casi con seguridad no existe»: «Sin embargo, si es estadísticamente improbable lo que intentas explicar mediante un diseñador, el diseñador en sí mismo es más improbable aún. Dios es el Boeing 747 definitivo».
La referencia al Boeing 747 alude a una afirmación (conocida como «falacia de Hoyle») hecha por el astrofísico británico Fred Hoyle (1915-2001): «La probabilidad de que se originara vida en la Tierra no es mayor que la probabilidad de que un huracán pasando por un desguace consiga ensamblar un Boeing 747». Dawkins objeta que este argumento está hecho por «alguien que no entiende lo que es la selección natural». Afirma que los organismos vivos no se han desarrollado de un solo paso, sino a través de pasos acumulados a través de millones de años.
Un tema habitual en los libros de Dawkins es la selección natural, la cual es responsable de la evolución de la vida, y la aparente improbabilidad de la complejidad de la vida no implica que sea una prueba de que esté diseñada por un diseñador. Aquí fomenta este argumento presentando ejemplos de aparente diseño.
Dawkins concluye el capítulo argumentando que este «truco» es un argumento muy serio contra la existencia de Dios, y que él está aún esperando escuchar a «un teólogo dando una respuesta convincente a pesar de las numerosas oportunidades e invitaciones para hacerlo». Dawkins informa que Daniel Dennett lo llamó «una refutación irrefutable» que data de hace dos siglos.

### Cap. 5. Las raíces de la religión
El capítulo 5 explora las raíces de la religión y por qué la religión es tan omnipresente a través de todas las culturas humanas. Dawkins aboga porque la «teoría de que la religión es un subproducto accidental, un tiro errado de algo útil». y pregunta si la teoría de los memes, y la suceptibilidad humana hacia los memes religiosos en particular, funcionarían para explicar cómo la religión se extiende como un virus para la mente a través de las sociedades.

### Cap. 6. Las raíces de la moralidad: ¿Por qué somos buenos?
En el capítulo 6, Dawkins gira su atención hacia el asunto de la moralidad, argumentando que no necesitamos la religión para ser buenos.
En vez de esto, mantiene que nuestra moralidad tiene una explicación darwiniana: genes altruistas han sido seleccionados a través del proceso de nuestra evolución y que poseemos empatía natural.

### Cap. 7. El 'Buen' Libro y la moral cambianteZeitgeist
El siguiente capítulo continúa con el tema de la moralidad, afirmando que hay una moral Zeitgeist que continuamente evoluciona en la sociedad, a menudo en oposición a la moral religiosa, la cual Dawkins siente que a menudo está pervertida y embrutecida. Aporta ejemplos de moral religiosa de la Biblia para ilustrar lo que él ve como barbarismo.

### Cap. 8. ¿Qué le pasa a la religión? ¿Por qué ser tan hostiles?
En el capítulo 8, Dawkins gira hacia la cuestión de por qué se siente tan hostil hacia la religión, argumentando con ejemplos en los que la religión se rebela contra la ciencia, fomenta el fanatismo, alienta la intolerancia contra los homosexuales e influye a la sociedad de otros modos negativos.
Dawkins afirma que los predicadores de partes del sur de los Estados Unidos usaron la Biblia para justificar la esclavitud, clamando que los africanos eran descendientes del hijo pecador de Abraham. Durante las Cruzadas, los «paganos» y los «herejes» que no se convertían al cristianismo eran asesinados, y otros ejemplos similares.

### Cap. 9. Infancia, abuso y cómo escapar de la religión
Una de esas maneras es el adoctrinamiento de los niños, un tema al que Dawkins dedica el capítulo 9. Él iguala el adoctrinamiento religioso de los niños por los padres y profesores en las escuelas religiosas con una forma de abuso mental.
Dawkins quiere que la gente se avergüence cada vez que alguien hable de un «niño musulmán» o un «niño católico», preguntándose cómo a un niño se le puede considerar lo suficientemente desarrollado para tener una visión independiente del cosmos y del lugar de la humanidad en él. Por contraste, Dawkins apunta que ninguna persona razonable hablaría de un «niño marxista» o un «niño republicano».

### Cap. 10. ¿Un vacío muy necesario?
El último capítulo se pregunta que sea cual sea la religión, a pesar de los problemas alegados anteriormente, llena «un hueco muy necesario», dando consuelo e inspiración a las personas necesitadas.
Según Dawkins, estas necesidades se satisfacen mucho mejor mediante maneras no religiosas, como la filosofía y la ciencia. Argumenta que una visión del mundo atea sirve para reafirmar la vida en un modo que la religión, con sus «respuestas» insatisfactorias a los misterios de la vida, nunca podrá serlo.

### Apéndice
Un apéndice de organizaciones y direcciones útiles para aquellos que «necesiten apoyo para escapar de la religión», por países.

## Reseñas

### Reseñas en revistas
Andrew Brown, en la revista Prospect considera que «En sus tesis generales, Dawkins tiene razón. Las religiones son potencialmente peligrosas, y en sus formas populares son profundamente irracionales». Sin embargo, critica sus afirmaciones de que los «ateos... no hacen cosas malas en el nombre del ateísmo» y observa que «bajo Stalin casi la totalidad del clero de la Iglesia ortodoxa fue exterminado solo por ser curas». Además, cita a Robert Pape diciendo que el fanatismo religioso no es ni necesario ni suficiente para los atentados suicidas, y concluye que el libro es «un largo argumento para la incredulidad.»
El libro fue comentado también en la revista Harper's por la novelista ganadora de un Pulitzer Marilynne Robinson, quien argumenta que Dawkins tiene un conocimiento superficial de la Biblia, que es intolerante contra los teístas, y a pesar de eso demanda tolerancia hacia la ciencia: «Si la religión debe ser culpada por el fraude hecho en su nombre, entonces ¿qué pasa con la ciencia? ¿Debe ser culpada por el Hombre de Piltdown, o por el engaño largamente acreditado que tiene que ver con la falsa clonación del doctor Hwang Woo-Suk? Si por “ciencia” queremos decir auténtica ciencia, entonces “religión” será auténtica religión, conociendo las dificultades de llegar a dichas definiciones».
El físico Lawrence M. Krauss escribió en Nature, que aunque se considera un fan de los escritos científicos de Dawkins, deseaba que «hubiera continuado jugando con sus puntos fuertes». Krauss sugiere que un implacable ataque contra las creencias de la gente es menos productivo que una «demostración positiva de cómo las maravillas de la naturaleza pueden sugerir un mundo sin Dios, que, sin embargo, es completo y maravilloso». Krauss está decepcionado por la primera parte del libro, pero bastante afirmado con la parte final, empezando por la discusión de Dawkins acerca de la moralidad. Remarca: «Quizás no puede haber mayor alabanza que decir que, con toda seguridad, recordaré y tomaré prestados muchos ejemplos de este libro para mis futuras discusiones». En particular elogia el tratamiento dado en el libro acerca de la religión y la infancia, aunque se abstiene de usar el término «abuso».
El escéptico Michael Shermer escribió en Science acentuando conocidos mensajes del libro. En particular, cita el mensaje de Dawkins que dice que el ateo puede ser una persona saludable e intelectualmente satisfecha. Brevemente describe el libro y alaba la última parte, diciendo que el capítulo final es un tributo al poder y belleza de la ciencia, que ningún escritor vivo lo haría mejor. Shermer es, sin embargo, crítico con el tono polémico del libro, se «encoge» ante su título y se «sobresalta» ante los términos negativos usados para referirse a individuos religiosos debido a que él tiene amigos y colegas que no concuerdan con esas descripciones. Shermer no está convencido con el argumento de Dawkins de que sin religión no habría «atentados suicidas... (etc.)», sugiriendo que muchos de estos sucesos tienen menos motivación religiosa que política. Pero concluye que «el libro se merece múltiples lecturas, no sólo como un importante trabajo de ciencia, sino como un gran trabajo de literatura».
The Economist alaba al libro: «Todo el mundo debería leerlo. A los ateos les encantará la incisiva lógica e ingenio del Sr. Dawkins y los teístas encontrarán unas cuantas pruebas a la robustez de su fe. Incluso los agnósticos, quienes proclaman no tener opinión acerca de Dios, quizás se persuadan de que su posición es palabrería insostenible». El resto de la revisión simplemente esboza los argumentos de Dawkins sin apenas comentarlos, haciendo hincapié en las críticas de Dawkins acerca de la influencia de la religión sobre la política y el uso de la religión para aislar posiciones políticas de las críticas. «El problema, como lo ve Mr. Dawkins, es que los creyentes moderados aseguran al mundo contra los fundamentalistas, promoviendo la fe como una virtud y haciendo cumplir un piadoso respeto por la religión».
El crítico literario marxista Terry Eagleton en el London Review of Books argumenta que Dawkins tiene un entendimiento insuficiente de los conceptos religiosos que ataca como para hacerlo de manera efectiva. Comenta: «Imagine a alguien atacando a la biología siendo su único conocimiento en la materia el Libro de los pájaros británicos, y tendrá una idea aproximada de lo que se siente leyendo los escritos de Richard Dawkins sobre teología». Se cuestiona si Dawkins ha leído o escuchado a pensadores cristianos como Juan Escoto Erígena, Karl Rahner o Jürgen Moltmann. Eagleton niega que toda la fe es fe ciega, sugiere que «mientras la fe (más bien que el amor) debe involucrar conocimiento objetivo, no es reducible a esto». Afirma que las «críticas más duraderas de la cultura popular en la historia de la humanidad tienen una obligación moral a la que enfrentarse, en dicho caso, son más persuasivas». Añade que, sin embargo, Dawkins es efectivo atacando «esa particular clase de psicopatología conocida como fundamentalismo, ya sea tejano o talibán».
En la revisión «An Exercise in Contempt», en The American Spectator, Richard Kirk habla de «la escatológica mezquindad que impregna el libro de Richard Dawkins».
«Lejos de ser un libro filosófico serio, esta mal editada y grotesca invectiva, contiene lo primero que pasó por la mente del autor. [...] Página tras página hay ataques sarcásticos contra cada enemigo que Dawkins considere un blanco fácil». Dawkins evade la «auténtica cuestión» de «si la explicación de una persona da lugar a un cosmos sin sentido o si da lugar a un ser que provee una razón para las cosas».
David Baltimore en American Scientist alaba el libro como «Una defensa del ateísmo bastante extensa y erudita [...] llena de alegatos concisos que atraviesan a la religión, sustituyéndola por una aproximación racional a los enigmas», mientras observa que «Dawkins nunca formó parte del gran número de científicos que se encontró cómodo creyendo tanto en la evolución... como en que existe Dios». Sugiere que «la razón principal de Dawkins para escribir es que “la situación de los ateos en Estados Unidos hoy en día es similar a la de los homosexuales hace cincuenta años”, y quiere cambiar ese estado al de tolerancia o al menos aceptación [...] Dawkins habla acerca de la posibilidad de que la religión llena una arraigada necesidad en la gente, e intenta desecharla. Pero la evidencia de que este caso es tan fuerte, y el tren de la fe se expande tan lejos por la historia humana, la teoría se merece más respeto».
H. Allen Orr en The New York Review of Books sugiere que «Dawkins está en una misión para convertir a la gente» pero «[falla] al entablar combate contra las religiones pensando de un modo serio» confiando en su lugar en «extrañas citas» y en «anécdota tras anécdota». Sostiene que Dawkins «sufre varios problemas cuando intenta razonar filosóficamente» y se queja de que hace «ejercicios de doble moral»
Dice «todos estamos de acuerdo: la religión puede ser mala. Pero la pregunta crítica es: ¿comparada con que? Y aquí Dawkins es menos convincente porque falla al examinar esta cuestión de un modo sistemático». Las discusiones acerca de las incompatibilidades entre ciencia y la religión «para ser importantes, deben darse con un mayor nivel de sofisticación al que Richard Dawkins está dispuesto o que sea capaz». Cuando Daniel Dennett objetó esta revisión, se sucedió posteriormente un intercambio de cartas.
Javier Monserrat en Tendencias 21 afirma que «la ingenuidad de Dawkins es considerable al fundarse en sus propios análisis para convertirse en tribunal de apelación y sentenciar dogmáticamente a favor del ateísmo. Parece proceder al margen de las reflexiones más elementales de la moderna epistemología de la ciencia. Sus actitudes llevan a un tipo de sociedad donde unos a otros no se respetan, sino que se desprecian».
Phillip Elias en Aceprensa sostiene que «Dawkins no cree que la existencia de Dios sea comprobable. Pero no admitirá ninguna epistemología fuera de la ciencia. Para él, la realidad no material no existe, y por lo tanto Dios no existe. No es extraño que no esté interesado en el libre albedrío, o en la causa de que la materia exista. No cree que pueda salir la luz de cualquier cuestión filosófica, sea cual sea. Es un rancio positivista, lleno de prejuicios contra la metafísica».

### Reseñas en diarios
Joan Bakewell revisó el libro para The Guardian, declarando «Dawkins llega rugiendo lleno del vigor de sus poderosos argumentos, apuntando sobre las falacias y falsas doctrinas», y sugiriendo que se trata de un libro oportuno: «Estos son asuntos políticos actualmente. Por las comunidades del mundo se está incrementando la definición como musulmán, cristiano o judío, y la convivencia pacífica se está haciendo cada vez más difícil de mantener... Dawkins tiene razón en estar, no sólo enfadado, sino alarmado. Las religiones tienen al mundo secular corriendo asustado. Este libro es una llamada para no acobardarse más».
Marek Kohn en The Independent sugiere que en este libro «las pasiones están por lo alto, los argumentos están comprimidos y la retórica inflada». También argumenta que «otra, quizás simple, explicación para la universalidad y antigüedad de la religión, que ha conferido beneficios a sus practicantes que pesan más que los costes. Sin más discusión, no está claro que El capítulo las raíces de la religión deba ser preferido sobre la hipótesis de que la religión podría haber sido adaptable del mismo modo que lo fue la construcción de herramientas de piedra».
John Cornwell declara en The Sunday Times que «apenas hay un trabajo serio de filosofía de la religión citado en su extensa bibliografía, excepto por Richard Swinburne y otros raros teólogos ortodoxos». También se queja de que «Dawkins no ve el lugar en el que discutir las fronteras críticas donde la religión se convierte de un fenómeno benigno en una maléfica idiotez. Esto es una pena, ya que toda su tesis se convierte en alegatos de desesperación, en vez de en una búsqueda de soluciones».
Cornwell también escribe una carta de Dios a Dawkins en The Sunday Times, donde sugiere que «Mendel fue la prueba viviente de que la fe, Yo [Dios] y el conocimiento de la ciencia no son una competición... ya que la ciencia y la religión son dos discursos muy diferentes, y pueden coexistir en armonía».
Michael Skapinker en el Financial Times, mientras que encuentra que el «ataque de Dawkins contra los creacionistas es devastadoramente efectivo», lo considera «enloquecedoramente incoherente». Argumenta que, desde que Dawkins acepta las actuales teorías acerca del universo (como la teoría cuántica) debería estar «ya llamando a la puerta de lo insondable» y que el universo debería ser «no solo más extraño de lo que suponemos, sino más extraño aún de lo que podemos suponer», «pensar en cómo está limitada nuestra comprensión, debería introducir una cierta modestia en nuestras frustradas refutaciones de aquellos que piensan que tienen la respuesta».
Mary Wakefield escribe en el Daily Telegraph que Dawkins no entiende por qué la gente cree en Dios, y añade: «Me comeré mi sombrero de los domingos si este libro persuade incluso al más indeciso de los medio-creyentes, para que renuncie a la religión».
También en el Daily Telegraph, Kenan Malik alaba la intelectualidad de Dawkins para el ateísmo, pero cree que malentiende lo que hace a la religión atractiva para los creyentes, y que exagera su rol en los conflictos modernos. Malik concluye: «Si lo que quieres es entender la evolución o argumentos para el ateísmo, hay unos cuantos guías mejores que Richard Dawkins» pero «es tan grande su aborrecimiento hacia la religión que a veces sus argumentos y razonamientos se ven abrumados».

### Reseñas de otros comentaristas
Alister McGrath, autor de Dawkins' God: Genes, Memes, and the Meaning of Life, describe El espejismo de Dios como el libro de Dawkins «más débil hasta la fecha, echado a perder por su excesiva dependencia en atrevidos argumentos y en su retórico éxito, en asuntos que claramente demandan reflexiones cuidadosas y análisis meticulosos, basados en la mejor evidencia disponible». Sugiere que «todos los ideales —divinos, trascendentes, humanos o inventados— pueden ser objeto de un mal uso. Así es la naturaleza humana. Sabiendo esto, necesitamos trabajar en ello, más que azotar acríticamente a la religión».
Uno de los puntos principales de McGrath es: «La afirmación de Dawkins de que la ciencia refuta a Dios, no es correcta».
Posteriormente ha hecho una crítica del tamaño de un libro contra The God Delusion llamada The Dawkins Delusion?.
Daniel Dennett, un destacado filósofo y autor estadounidense, escribió un artículo para Free Inquiry, donde afirma que él y Dawkins están de acuerdo en la mayoría de los asuntos, «pero hay un asunto central en el que (aún) no estamos de acuerdo: Dawkins está bastante seguro de que el mundo sería un lugar mejor si la religión se extinguiera y yo todavía soy agnóstico acerca de eso». En opinión de Dennett mucha gente «que se declara religiosa» son realmente ateos, pero encuentran útiles las metáforas y rituales religiosos. Sin embargo, aplaude el esfuerzo de Dawkins para «aumentar el conocimiento en la gente que está atrapada en la religión e incluso son incapaces de imaginar su vida sin ella». Continúa argumentando su pesar porque ni él mismo ni Dawkins tratan los argumentos teístas con la paciencia que se merecen, advirtiendo que «los argumentos serios dependen del respeto mutuo, y a menudo esto es difícil de hacer cuando los desacuerdos se expresan vehementemente», pero concluye sugiriendo que «quizás algunas afirmaciones tan sólo se deben leer fuera del tribunal».
Peter S. Williams, un autor y filósofo cristiano, en un artículo para la revista cristiana Damaris International, dice que mientras «El espejismo de Dios es un trabajo de un apasionado, sabio y retórico escritor capaz de dar buenos argumentos contra el fundamentalismo religioso, [Dawkins] está fuera de su profundidad filosófica». Williams propone la refutación de dos de los argumentos del libro contra la existencia de Dios: El uso de Dawkins del principio antrópico y de «¿Quién diseño al diseñador?» que según Williams están en el corazón del «truco del 747».
Alvin Plantinga, un autor y filósofo analítico, ha publicado un detallado artículo titulado «The Dawkins Confusion», en el que afirma que la filosofía de Dawkins es «en el mejor de los casos, insípida».
Principalmente ataca al capítulo 4 «Por qué es casi seguro que Dios no existe» diciendo que el argumento básico de Dawkins es: Dios es enormemente complejo; por tanto Dios es altamente improbable. Dawkins no explica esta deducción y Plantinga encuentra probable que Dawkins está asumiendo el materialismo. En un paradigma materialista de la realidad, la existencia de un ser de enorme complejidad implica la existencia de una muy compleja y realmente improbable configuración de partes materiales. Pero cuando discutimos la existencia de la materialidad de Dios no podemos usarla como premisa, después de todo la no existencia de dios está directamente implícita por el materialismo.
Richard Swinburne, profesor emérito de Filosofía de la Religión Cristiana (en la Universidad de Oxford), ha respondido a partes de El espejismo de Dios que interactúan con los escritos de Swinburne.
Russell Blackford, escritor y filósofo, ha escrito una crítica positiva de El espejismo de Dios para Cosmos Magazine donde afirma que «Dawkins avanza hábil y confiadamente» a través de áreas de discusión, con un estilo que es «extraordinariamente impresionante en un trabajo de vasta ambición y alcance interdisciplinar».
John N. Gray, escritor de numeroso libros y profesor de filosofía política ha criticado el secularismo fundamentalista de Dawkins. Para Gray el origen de esta postura crítica con la religión proviene de los atentados terroristas de corte fundamentalista.
Por su parte, el autor canadiense Michael Ruse declaró en 2009 que El espejismo de Dios le había hecho «sentir vergüenza de ser ateo».